# Garrett Morris
Garrett Gonzalez Morris, född 1 februari 1937 i New Orleans i Louisiana, är en amerikansk skådespelare och komiker.
Morris tillhörde den första skådespelarensemblen i sketchprogrammet Saturday Night Live från 1975 till 1980. Han var den enda svarta skådespelaren i ensemblen, vilket han uppgett var problematiskt ibland, och imiterade bland andra Idi Amin, James Brown och Tina Turner. Han uppmärksammades även när han framförde en aria av Mozart efter att programmets gäst Walter Matthau önskat det. Morris har också haft fasta roller i TV-serierna The Jamie Foxx Show och 2 panka tjejer.
Garrett Morris är utbildad i sång vid Julliard och tog examen från Dillard University 1958. I början av karriären medverkade han i flera musikaler vid Broadway.
Liksom flera andra av skådespelarna i Saturday Night Live under 1970-talet var Morris beroende av droger, i synnerhet kokain. Han förblev beroende under 30 år men i en intervju från 2014 meddelade han att han varit drogfri sedan 2006.
I den biografiska dramakomedin Saturday Night från 2024 porträtteras Morris av Lamorne Morris.

## Filmografi i urval
- 1970 – Var är poppa? sa käringen
- 1971 – Bandet
- 1975–1980 – Saturday Night Live (TV-serie) (100 avsnitt)
- 1976 – Car Wash - när man tvättar bilar och sånt
- 1982 – Diff'rent Strokes (1 avsnitt)
- 1983–1984 – The Jeffersons (TV-serie) (5 avsnitt)
- 1985 – Spanarna på Hill Street (TV-serie) (3 avsnitt)
- 1985 – Mördande dessert
- 1986–1989 – Hunter (TV-serie) (28 avsnitt)
- 1987 – Kaos på akuten
- 1987–1989 – Våra värsta år (TV-serie) (två avsnitt)
- 1992–1995 – Martin (TV-serie) (55 avsnitt)
- 1992 – Almost Blue
- 1993 – Coneheads
- 1995 – Cleghorne! (TV-serie) (12 avsnitt)
- 1996–2001 – The Jamie Foxx Show (TV-serie) (100 avsnitt)
- 2000 – The Little Richard Story
- 2011–2015 – 2 panka tjejer (TV-serie)
- 2015 – Ant-Man